# Mirko Tedeschi
Mirko Tedeschi (Negrar, 5 gennaio 1989) è un ex ciclista su strada italiano, professionista dal 2014 al 2016.

## Palmarès

### Strada
- 2007 (Juniores)

3ª tappa Casut-Cimolais 3 Giorni in Friuli (Polcenigo > Fontanafredda)
- 2010 (Casati-N.G.C.-Perrel Under-23)

Paolin Fornero
- 2011 (Petroli Firenze Cyclingteam Under-23)

Gran Premio Città di Vinci
- 2015 (Southeast, una vittoria)

4ª tappa Vuelta a Venezuela (Valencia, Ciudad Chávez > Barquisimeto)

### Pista
- 2007

Campionati italiani, Inseguimento a squadre Juniores (con Elia Viviani, Mario Sgrinzato e Filippo Fortin)

## Piazzamenti

### Classiche monumento
- Milano-Sanremo

2016: 149º
- Giro delle Fiandre

2016: ritirato